# Giuseppe Piccioni
Giuseppe Piccioni (Ascoli Piceno, 2 juli 1953) is een Italiaans filmregisseur en scenarioschrijver.

## Biografie
Giuseppe Piccioni werd in 1953 geboren in Ascoli Piceno. Nadat hij afstudeerde in de sociologie volgde Piccioni een opleiding in de filmschool Gaumont. In 1985 richtte hij samen met Domenico Procacci de filmstudio Vertigo Film op waarmee hij in 1987 zijn eerste speelfilm Il grande Blek realiseerde. Zijn film Fuori dal mondo uit 1998 werd negen maal genomineerd voor de Premi David di Donatello, de Italiaanse filmprijzen, en won er vijf (beste film, beste montage, beste productie, beste actrice en beste scenario). De film werd ook gekozen als Italiaanse inzending voor de Oscar voor beste niet-Engelstalige film. In 2001 werd zijn film Luce dei miei occhi op het filmfestival van Venetië bekroond met de Coppa Volpi zowel voor beste acteur (Luigi Lo Casio) als beste actrice (Sandra Ceccarelli). 
Piccioni was in 2005 medeoprichter van de Libreria del Cinema di Roma.

## Filmografie
- L'ombra del giorno (2022)
- Questi giorni (2016)
- Il rosso e il blu (2012)
- Giulia non esce la sera (2009)
- La vita che vorrei (2004)
- Luce dei miei occhi (2001)
- Fuori dal mondo (1998)
- Cuori al verde (1996)
- Condannato a nozze (1992)
- Chiedi la luna (1990)
- Il grande Blek (1987)

## Prijzen en nominaties
De belangrijkste:
| Jaar | Prijs                    | Categorie      | Film                | Uitslag     |
| ---- | ------------------------ | -------------- | ------------------- | ----------- |
| 2002 | Premi David di Donatello | Beste film     | Luce dei miei occhi | Genomineerd |
| 2002 | Premi David di Donatello | Beste regie    | Luce dei miei occhi | Genomineerd |
| 1999 | Premi David di Donatello | Beste film     | Fuori dal mondo     | Gewonnen    |
| 1999 | Premi David di Donatello | Beste regie    | Fuori dal mondo     | Genomineerd |
| 1999 | Premi David di Donatello | Beste scenario | Fuori dal mondo     | Gewonnen    |